# Groene meestimalia
De groene meestimalia (Erpornis zantholeuca) is een zangvogel uit de familie Vireonidae (vireo's).

## Verspreiding en leefgebied
Deze vogel komt voor van de Himalaya tot Borneo en telt acht ondersoorten:
- E. z. zantholeuca: van de centrale en oostelijke Himalaya tot Myanmar, westelijk Thailand en westelijk Yunnan (zuidelijk China).
- E. z. tyrannulus: van zuidelijk Yunnan (zuidelijk China) tot noordoostelijk Thailand en noordelijk Indochina.
- E. z. griseiloris: zuidoostelijk China en Taiwan.
- E. z. sordida: oostelijk Thailand en zuidelijk Indochina.
- E. z. canescens: zuidoostelijk Thailand en westelijk Cambodja.
- E. z. interposita: Maleisië.
- E. z. saani: noordwestelijk Sumatra.
- E. z. brunnescens: Borneo.

## Status
De grootte van de populatie is niet gekwantificeerd maar de soort wordt omschreven als schaars tot algemeen. Op de Rode lijst van de IUCN heeft deze soort de status niet bedreigd.